# Andratx
Andratx è un comune spagnolo di 11 685 abitanti situato sull'isola di Maiorca nella comunità autonoma delle Baleari.